# Somogyfajsz, Somogy
Somogyfajsz  este un sat în districtul Kaposvár, județul Somogy, Ungaria, având o populație de 567 de locuitori (2011). 

## Demografie
Componența etnică a satului Somogyfajsz
     Maghiari (83,72%)
     Romi (11,02%)
     Germani (2,3%)
     Necunoscut (2,3%)
     Români (0,66%)
     Alții (2,3%)
Componența confesională a satului Somogyfajsz
     Fără religie (13,93%)
     Reformați (3,53%)
     Luterani (1,76%)
     Necunoscută (80,78%)
     Alte religii (3,35%)
Conform recensământului din 2011, satul Somogyfajsz avea 567 de locuitori. Din punct de vedere etnic, majoritatea locuitorilor (83,72%) erau maghiari, existând și minorități de romi (11,02%) și germani (2,3%). Apartenența etnică nu este cunoscută în cazul a 2,3% din locuitori. Nu există o religie majoritară, locuitorii fiind persoane fără religie (13,93%), reformați (3,53%) și luterani (1,76%). Pentru 80,78% din locuitori nu este cunoscută apartenența confesională.